# Nicolet
Nicolet, abenakiska Pithigan, är en stad (kommun av typen ville) och tätort (centre de population) i provinsen Québec i Kanada. Den ligger i regionen Centre-du-Québec, i den sydöstra delen av landet, 250 km öster om huvudstaden Ottawa.